# سيرافالي سكريفيا
سيرافالي سكريفيا (بالإيطالية: Serravalle Scrivia)‏ هي بلدية في مقاطعة ألساندريا في إقليم بييمونتي في إيطاليا.

## السكان
في سنة 1861 بلغ عدد السكان 3٬192 نسمة، وتطور العدد ليصل في سنة 2011 لـ 6٬322 نسمة.
يظهر هذا المخطط البياني تطور النمو السكاني لـ سيرافالي سكريفيا